# Brgule (Vareš, BiH)
Brgule su naseljeno mjesto u općini Vareš, Federacija Bosne i Hercegovine, BiH.

## Povijest
Starinom su katoličko mjesto. Prvi put se u domaćoj historiografiji spominju 1631. godine. Fra Martin Brguljanin postao je te godine provincijalom Bosne Srebrene.

## Stanovništvo

### 1991.
Nacionalni sastav stanovništva 1991. godine, bio je sljedeći:
ukupno: 295
- Srbi - 289
- Jugoslaveni - 5
- ostali - 1

### 2013.
Nacionalni sastav stanovništva 2013. godine, bio je sljedeći:
ukupno: 13
- Srbi - 10
- Bošnjaci - 3

## Šport
- FK Zvijezda Brgule, bivši nogometni klub